# Assyrer in den Vereinigten Staaten
Aramäer/Assyrer in den Vereinigten Staaten sind US-amerikanische Bürger assyrischer und chaldäischer Herkunft. Viele kamen aus der Türkei im Zuge des Völkermords an den Aramäer/Assyrern 1915 im Osmanischen Reich und in Persien.
Die Vereinigten Staaten bilden mit 110.807 bis 400.000 Angehörigen die größte Diasporagemeinde nach den Assyrer in Schweden. Es handelt sich um semitische, aramäischsprachige christliche Gruppe, die von den antiken Mesopotamiern abstammen. Fast alle sind Anhänger der chaldäisch-katholischen Kirche, der Assyrischen Kirche des Ostens, der Alten Kirche des Ostens, der Syrisch-Orthodoxen Kirche oder der Syrisch-katholischen Kirche, kleine Minderheiten sind Mitglieder verschiedener assyrisch-protestantischer und aramäischer Freikirchen.

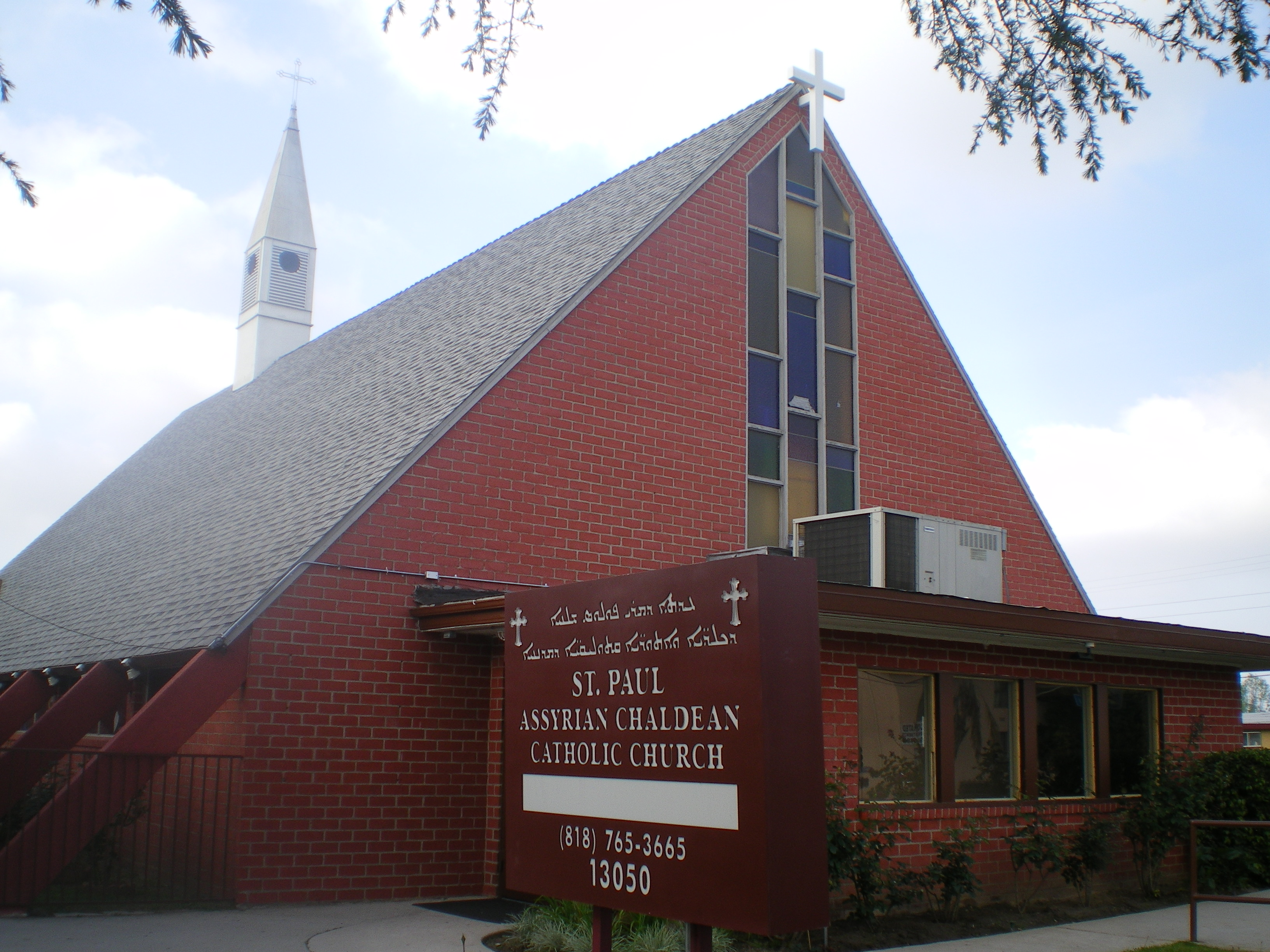
Assyrische Chaldäisch-katholische St.-Paulskirche in Vanowen, Nord-Hollywood, Los Angeles

Gesprochen wird zumeist Englisch, Neuaramäisch und Arabisch.

## Geschichte

### Völkermord an den Aramäer/Assyrern und danach
Assyrer leben in den Vereinigten Staaten seit dem 19. Jahrhundert. Der erste bekannte Assyrer, der in die Vereinigten Staaten einwanderte, war Zia Attala, ein Hotelbesitzer in Philadelphia, Pennsylvania. Seit dem frühen 20. Jahrhundert reisten Assyrer in kleinen Gruppen ein.
1914 bis 1920 wanderten sie aufgrund des Völkermords an den Aramäer/Assyrern aus den Gebieten des heutigen Irak, dem Südosten der Türkei, Nordost-Syrien und dem nordwestlichen Iran aus. In den folgenden Jahren nahm die Einwanderung von Assyrern sogar dramatisch zu, aufgrund der Konflikte im Mittleren Osten – er hält aufgrund des Irakkrieges bis heute an.
Vor den 1970er Jahren kamen Assyrer und Chaldäer in die Vereinigten Staaten auf der Suche nach größeren wirtschaftlichen Möglichkeiten. Nach den 1970er Jahren flohen viele aus ihren Heimatländern auf der Suche nach politischer Freiheit, vor allem nach der Machtergreifung Saddam Husseins und nach dem Zweiten Golfkrieg. Einige Chaldäer wurden von den wirtschaftlichen Chancen angezogen, die erfolgreich ihre Familienmitgliedern beeinflusst haben, welche bereits eingewandert sind. Weniger strenge Einwanderungsgesetze während der 1960er und 1970er Jahre erleichterten größere Einwanderungswellen – die 1970er Jahre wurden zum Zeitpunkt mit der größten Zahl an Chaldäern, die in die Vereinigten Staaten kam.

### Zeit Saddam Husseins und Gegenwart
Der irakische Präsident Saddam Hussein spendete mehrere Hunderttausend Dollar an chaldäisch-katholische Kirchen in Detroit und erhielt in den 1980er Jahren vom Bürgermeister Coleman Young einen Schlüssel zur Stadt – noch als die baathistische Regierung ein Verbündeter der Regierung der Vereinigten Staaten war. Die Beziehungen Husseins mit der Stadt Detroit begannen jedoch bereits im Jahre 1979, als der Reverend Jacob Yasso von der Sacred Heart Chaldean Church zu Husseins Präsidentschaft gratulierte. Im Gegenzug erhielt Yassos Kirche 250.000 US-Dollar. Das Geld half dabei, das Chaldäische Zentrum von Amerika zu bauen, welches sich an der Sieben-Meilen-Straße neben der Kirche Chaldean Sacred Heart befindet, das bereits zuvor ein Geschenk Husseins im Wert von 250.000 US-Dollar erhielt. Weiteres irakisches Geld ging an andere Kirchen um Detroit sowie im ganzen Land.
Die Vereinigten Staaten sind heute die Heimat der drittgrößten aramäischen, chaldäischen und assyrischen Gemeinschaft der Welt. Die US-Volkszählung von 2000 zählte 82.355 Aramäer, Chaldäer und Assyrer im Land, von denen 42 % (34.484) Michigan lebten. Die aramäischen, chaldäischen und assyrischen Organisationen berechneten ihre Bevölkerung 2010 auf über 400.000. Die höchste Konzentration befindet sich in Detroit und Chicago. 2005 eröffnete die erste assyrische Schule in den Vereinigten Staaten, die Assyrian American Christian School in Tarzana, Los Angeles.

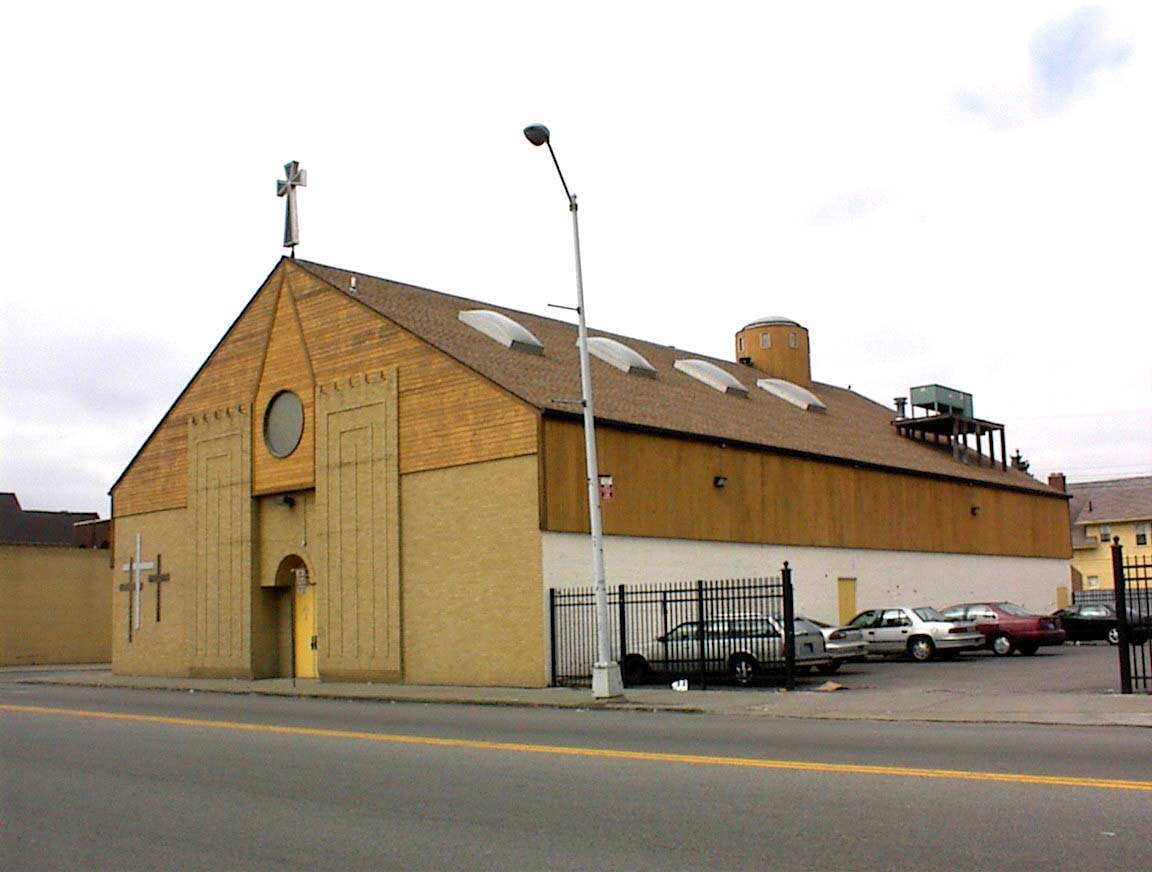
Chaldäisch-Katholische Kirche in Detroit

## In Detroit
Assyrisch-chaldäische Einwanderer wurden ursprünglich vor allem von den Arbeitsmöglichkeiten bei der Ford Motor Company River Rouge in Detroit angezogen. 1962 betrug die Zahl der von Assyrern und Chaldäern betriebenen Lebensmittelgeschäfte nur 120, stieg aber bis 1972 auf 278 an. Der Hauptgrund dafür waren die Rassenunruhen in Detroit 1967, nach denen jüdische Lebensmittelhändler das Gebiet verließen und den Chaldäern die Möglichkeit überließen, die freigewordene Arbeit zu übernehmen. Oft verkauften diese Juden ihre alten Geschäfte an Assyrer und Chaldäer.
Die größte irakische assyrisch-chaldäische Diaspora befindet sich im Großraum Detroit, wo geschätzt 121.000 Angehörige leben. Fast alle assyrisch-chaldäischen Einwanderer und Bürger mit niedrigem Einkommen tendieren dazu, sich in Detroit anzusiedeln, in der Sieben-Meilen-Straße zwischen der Woodward Avenue und der John R Street. Dieses Gebiet wurde im Jahre 1999 offiziell in Chaldean Town (Chaldäische Stadt) umbenannt. Mehr und mehr Assyro-Chaldäer jedoch wandern schnell aus Detroit aus, wenn die sich finanziell etabliert haben, und ziehen in andere Gebiete, vor allem nach San Diego und Städte in Arizona.
Insgesamt gibt es acht chaldäisch-katholische Kirchen im Großraum Detroit, befindlich in West Bloomfield, Troy (wo es zwei gibt), Oak Park, Southfield, Warren, Sterling Heights und Detroit selbst.

## Namenskonflikt
Die US-Bundesregierung verwendet die englische Bezeichnung Syrian, um Araber aus Syrien zu bezeichnen – nicht als einen der Begriffe zur Identifizierung der Assyrer (Assyrians/Chaldaeans/Arameans). Die Syrisch-orthodoxe Kirche (Syriac Orthodox Church) war zuvor als Syrian Orthodox Church bekannt, bis ein Heiliger Synod im Jahre 2000 dafür stimmte, es in Syriac umzuändern, um sich von den Arabern zu unterscheiden. Mor Cyril Aphrem Karim schrieb einen Brief an die Assyrer im Jahre 2000, in dem er sie dazu bat, sich in der Volkszählung als Syriac mit einem C zu registrieren, und nicht als Syrer (Syrian mit einem N), um Verwechslungen vorzubeugen. Er drängte sie auch dazu, Syrien nicht als Ursprungsland zu registrieren. Bei der US-Volkszählung gibt es ein Auswahlfeld für die Assyrian/Chaldean/Syriacs, die getrennt von Syrian aufgelistet ist, da Syrian (Syrer) eine Unterkategorie bei Arab (Araber) ist.